# Eyrein
Eyrein – miejscowość i gmina we Francji, w regionie Nowa Akwitania, w departamencie Corrèze.
Według danych na rok 1990 gminę zamieszkiwały 513 osoby, a gęstość zaludnienia wynosiła 19 osób/km² (wśród 747 gmin Limousin Eyrein plasuje się na 252. miejscu pod względem liczby ludności, natomiast pod względem powierzchni na miejscu 207.).